# Studiehandleiding
Een studiehandleiding is een document waarin informatie wordt gegeven over de opzet van een specifieke cursus. Dit document wordt doorgaans opgesteld door de docent en uitgereikt tijdens het eerste college. Informatie die de student veelal kan terugvinden in de studiehandleiding:
- benodigde voorkennis
- benodigde hulpmiddelen en literatuur
- data en locaties van colleges en toetsen
- doelstellingen van de cursus
- contactinformatie
- de wijze waarop de student beoordeeld wordt
- oefententamens

In andere gevallen zijn deze punten al opgenomen in de syllabus, waarin meer inhoudelijke informatie over de leerstof zelf wordt gegeven.